# Jan Rudolf Meesters
Jan Rudolf Meesters (Steenwijk, 11 november 1822 - Zwolle, 27 november 1900) was een Nederlands politicus.
Meesters was een leerlooier uit Steenwijk, die tevens bijna veertien jaar burgemeester van die gemeente was, te weten van 1873 tot 1887. Hij versloeg bij de Tweede Kamerverkiezingen in 1886 en 1887 zijn antirevolutionaire tegenstander Van der Hoop van Slochteren. In de Kamer sprak hij vooral over (Overijsselse) waterstaatszaken.
Meesters zat van 1875 tot 1900 voor het kiesdistrict Steenwijk in de Provinciale Staten van Overijssel en was van 1887 tot 1900 gedeputeerde. In 1893 was hij bovendien bijna een half jaar waarnemend commissaris van de Koningin.

## Familie
Hij was de vader van Jan Meesters, die eveneens burgemeester van Steenwijk en Tweede Kamerlid was.
- Biografisch Portaal: 38137515
- Parlement.com: vg09ll38u1yp